# Качка під апельсиновим соусом

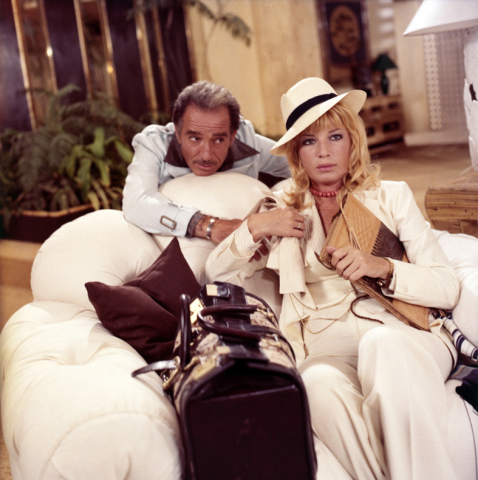
Моніка Вітті і Уго Тоньяцці кадр з фільму.

«Качка під апельсиновим соусом» (італ. «L'anatra all'arancia») — італійська кінокомедія режисера Лучано Сальче з Уго Тоньяцці і Монікою Вітті у головних ролях, що вийшла 20 грудня 1975 року.

## Сюжет
Шлюб Лізи і Лівіо Стефані під загрозою: вони вже десять років разом, діти вдало влаштовані у бабусь-дідусів, чоловік день і ніч працює на роботі, дружина ділить час між походами по магазинах і відвідинами салонів краси. Звичайно, вона була змушена завести коханця та зібралася з ним на край світу, про що повідомила чоловіка. Він, вимушений через цю новину відірватися від бізнесу, запропонував провести вікенд у заміському будинку в складі: чоловік, дружина, її коханець і секретарка чоловіка, дурна, але чарівна істота…

## У ролях
| Уго Тоньяцці    | ···· | Лівіо Стефані |
| Моніка Вітті    | ···· | Ліза Стефані  |
| Барбара Буше    | ···· | Патті         |
| Джон Річардсон  | ···· | Жан-Клод      |
| Сабіна Де Гвіда | ···· | Чечілія       |
| Антоніо Аллочча | ···· | Карміне       |
| Том Феллегі     | ···· | колега Лівіо  |

## Знімальна група
| Режисер    | ···· | Лучано Сальче                                                   |
| Сценарій   | ···· | Марк-Жільбер Савіньйон, Бернардіно Дзаппоні, Вільям Дуглас-Хоум |
| Продюсер   | ···· | Маріо Чеккі Горі                                                |
| Оператор   | ···· | Франко Ді Джакомо                                               |
| Композитор | ···· | Армандо Тровайолі                                               |
| Художник   | ···· | Лоренцо Баральді, Люка Сабателлі, Вінченцо Медуза               |
| Монтаж     | ···· | Антоніо Січільяно                                               |

## Нагороди
- 1976 — Давид ді Донателло
  - Найкраща головна жіноча роль — Моніка Вітті
- 1976 — Срібна стрічка
  - Найкращій акторці — Моніка Вітті